# Ball Aerospace & Technologies
Ball Aerospace & Technologies Corp (сокр. Ball Aerospace, «Болл Аэроспейс Текнолоджис») — американский производитель космических аппаратов, систем и агрегатов для оборонного и коммерческого применения.
Компания «Болл Аэроспейс» является дочерней компанией корпорации «Болл» (Ball Corporation, NYSE: BLL). Крупные офисы компании расположены в городах Боулдер, Брумфилд (Broomfield), Вестминстер (Westminster) в штате Колорадо, более мелкие — в штатах Нью-Мексико, Огайо, Джорджия, Виргиния и Мэриленд.
Компания «Болл Аэроспейс» начала с производства систем наведения для военных ракет в 1956 году, и в дальнейшем выиграла конкурс на постройку одного из первых космических аппаратов НАСА (NASA) «Орбитальная солнечная обсерватория». На протяжении многих лет компания осуществляла множество проектов в аэрокосмической области для НАСА и других компаний.
Кроме этого, компания создала много других продуктов и услуг в аэрокосмической отрасли: смазки, оптические системы, системы слежения за звездами, антенны.

## Проекты компании

### Текущие
- Миссия Orbital Express[3] для автономного обслуживания спутников.
- Телескоп Кеплер[4] для поиска обитаемых планет.
- Телескоп Джеймс Вебб для изучения формирования звёзд ранней Вселенной.
- Телескоп WISE направлен на получение обзора всего неба в инфракрасном диапазоне.
- Спутник исследования Земли WorldView-2[5].
- Программа Opticks[6] для обеспечения функций ДЗЗ.

### Завершённые
- Космические аппараты для DigitalGlobe: QuickBird (совместно с Orbital Sciences Corporation), WorldView I и WorldView II
- Оборудование для телескопа Спитцер: Cryogenic Telescope Assembly, Infrared Spectrograph и Multiband Imaging Photometer
- Оборудование для телескопа Хаббл: Advanced Camera for Surveys, Cosmic Origins Spectrograph и Wide Field Camera 3
- AEROS[7]
- CALIPSO, космический аппарат NASA и CNES
- CloudSat, спутник исследования Земли NASA
- Аппарат Deep Impact и инструменты для него.
- Стар-трекеры для программы Шаттл
- Камера HiRISE для Mars Reconnaissance Orbiter
- Конформные антенны для Joint Strike Fighter
- Оборудование для Mars Exploration Rover: High-Gain Antenna Gimbal и Panoramic-camera Mast Assembly
- Orbiting Solar Observatory
- Телескоп и вакуумный контейнер для Infrared Astronomical Satellite
- Mast Mounted Sight для вертолёта Bell OH-58 Kiowa
- Солнечный ультрафиолетовый радиометр SBUV/2